# Margaret Kidd
Dame Margaret Henderson MacDonald, DBE, QC (geborene Kidd, * 14. März 1900 in Carriden, West Lothian, Schottland; † 22. März 1989 Cambridge, England), war eine schottische Rechtsanwältin. Sie war die erste Frau, die 1923 in die schottische Anwaltskammer berufen wurde. 1948 wurde sie Großbritanniens erster weiblicher Kronanwalt (QC) und 1960 die erste weibliche Sheriff Principal.

## Leben und Werk
Kidd war die älteste Tochter von neun Kindern des Solicitors James Kidd (1872–1928) und seiner Frau, der Lehrerin Janet Gardner Turnbull (1872–1930). Sie besuchte die Linlithgow Academy und studierte anschließend Rechtswissenschaften an der Universität Edinburgh, wo sie 1922 mit einem Master und einem Bachelor of Laws (LLB) abschloss. Ihre erste juristische Ausbildung absolvierte sie bei Mitchell & Baxter in Edinburgh.
Als sie im Juli 1923 ihr Anwaltspatent als Advocate erlangte, wurde Kidd das erste weibliche Mitglied der Faculty of Advocates, der schottischen Anwaltskammer. Von 1923 bis 1948 war sie die einzige Anwältin und konzentrierte sie sich auf Familienrecht. Kidd war die erste Anwältin, die vor dem House of Lords und vor einem parlamentarischen Sonderausschuss auftrat. 1948 wurde sie die erste weibliche Kronanwältin im Vereinigten Königreich. Zu diesem Zeitpunkt war sie als Junior Counsel für die Postbehörde und das Arbeitsministerium tätig.
Kidd heiratete am 22. März 1930 den Anwalt und Writer to Her Majesty’s Signet Donald Somerled MacDonald († 1958), mit dem sie eine Tochter bekam.
Kidd wurde 1960 als erste Frau zum Sheriff Principal für Dumfries und Galloway ernannt und 1966 zum Sheriff Principal für Perth und Angus und übte das Amt bis zu ihrer Pensionierung im Jahr 1974 aus. Als Sheriff-Principal übte sie sowohl eine Straf- als auch eine Zivilgerichtsbarkeit aus. Darüber hinaus war sie von 1956 bis 1969 Leiterin der Advocates’ Library, einer der Ehrenämter der Faculty of Advocates.
Kidd war von 1942 bis 1976 auch Herausgeberin der Rechtsberichte zum Court of Session der Scots Law Times. Sie war Dozentin für öffentliches Recht an der Universität Edinburgh und 1934 Gründungsmitglied der Stair Society. Sie wurde Vizepräsidentin der Federation of University Women und der Electrical Association for Women. Sie war Vorsitzende des Queen's Nursing Institute in Schottland und für Blind Welfare. Darüber hinaus war Kidd 1950 Mitglied der königlichen Kommission für Wetten, Lotterien und Glücksspiele.
Kidd starb 1989 im Alter von 89 Jahren in Cambridge.

## Ehrungen
- 1975: Nobilitierung als Dame Commander des Order of the British Empire (DBE)[10]
- 1982: Ehrendoktor (LLD) der Universität Dundee
- 1984: Ehrendoktor (LLD) von der Universität Edinburgh
- 2023: Ehrentafel in der Parliament Hall[11]